# 東神社 (飯能市)
東神社（あずまじんじゃ）は、埼玉県飯能市の神社。

## 歴史
創建年代は不明である。ただ江戸時代に悪疫が流行ったときに八雲社から分霊を勧請したという口伝から、江戸時代に創建されたものと推測される。
1872年（明治5年）、近代社格制度に基づく「村社」に列せられたが、そこで問題になったのが、境内の狭さであった。そのため、境内が比較的広い「三島社」の土地を分割して遷座する案がでたが、その三島社は村外れにあったためその案は没となり、結局境内を拡張して村社としての基準を満たすことになった。
1916年（大正5年）の神社合祀により前述の三島社が合祀され、「八雲社」から「東神社」に改称した。「東」は所在地の小字に由来する。

## 交通アクセス
- 東吾野駅より徒歩32分。